# Bancada Independiente (Guatemala)
Bancada independiente, es el grupo formado por once o más diputados del Congreso de la República de Guatemala que no pertenecen a partido político alguno.

## Diputados Independientes
Los diputados podrán renunciar en cualquier momento del bloque legislativo del partido por el cual fueron electos; en este caso pasarán a ser diputados independientes y no podrán integrarse a ningún otro bloque legislativo aunque se afilien a otro partido.
En ningún caso pueden constituir bloque legislativo los diputados declarados independientes. Ningún diputado podrá pertenecer a más de un bloque legislativo y ninguno está obligado a pertenecer a un bloque legislativo determinado.
El diputado que renunciare, abandonare o fuere separado del bloque legislativo o partido que representa, conservará los derechos y prerrogativas que establece la Constitución Política de la República en forma individual.

## Diputado que renuncia de un bloque legislativo y forma parte de Junta Directiva o presida una comisión de trabajo
Si un diputado miembro de la Junta Directiva deja de pertenecer al bloque legislativo que lo propuso, al recibir el Pleno la notificación, se le tiene por separado definitivamente del cargo que ejerce en Junta Directiva. Dentro de los ocho días de notificada la separación del bloque legislativo, se elegirá al diputado, quien concluirá el periodo. Para el efecto, el Jefe de Bloque del cual se generó la vacante, propondrá al Pleno del Congreso el candidato de su respectivo bloque, para completar el período del diputado que abandonó o renunció del bloque. Si el bloque no cuenta con más miembros para ocupar la vacante, el Pleno podrá elegir entre sus integrantes a quien ocupe el cargo para el resto del periodo.
En el caso que un diputado que presida una comisión fallezca, renuncie, abandone o cambie de bloque legislativo, la Junta Directiva solicitará al bloque legislativo al que corresponda la comisión, el nombre del sustituto, quien completará el resto del período; si no hubiera otros diputados del mismo bloque legislativo que pudieran presidir, el Pleno podrá asignar la presidencia de la comisión a otro bloque legislativo con representación en el Congreso de la República. El vicepresidente asumirá las funciones del presidente en forma temporal.
El diputado electo por un determinado partido político, que en el ejercicio de su función renuncie por cualquier motivo al partido político que lo postuló o al bloque legislativo al que pertenece, o sea separado por cualquiera de los mismos, no podrá ser miembro de Junta Directiva, presidir alguna comisión de trabajo legislativo, ni ejercer cargo alguno en representación del Congreso de la República.

## Comisiones de trabajo
Los Diputados independientes pueden ser miembros de las comisiones de trabajo, para lo cual deberán presentar solicitud al presidente de la respectiva sala de trabajo, quien determinará lo que corresponda, dando prioridad a los bloques legislativos 

## Diputados actualmente Independientes (2021)
| Diputado                              | Departamento | Partido al que pertenecía |
| ------------------------------------- | ------------ | ------------------------- |
| Héctor Manuel Choc Caal               | Alta Verapaz | Victoria                  |
| Julia Izabel Anshelm-Möller Velásquez | Alta Verapaz | Victoria                  |